# Jacob Boreel Jansz

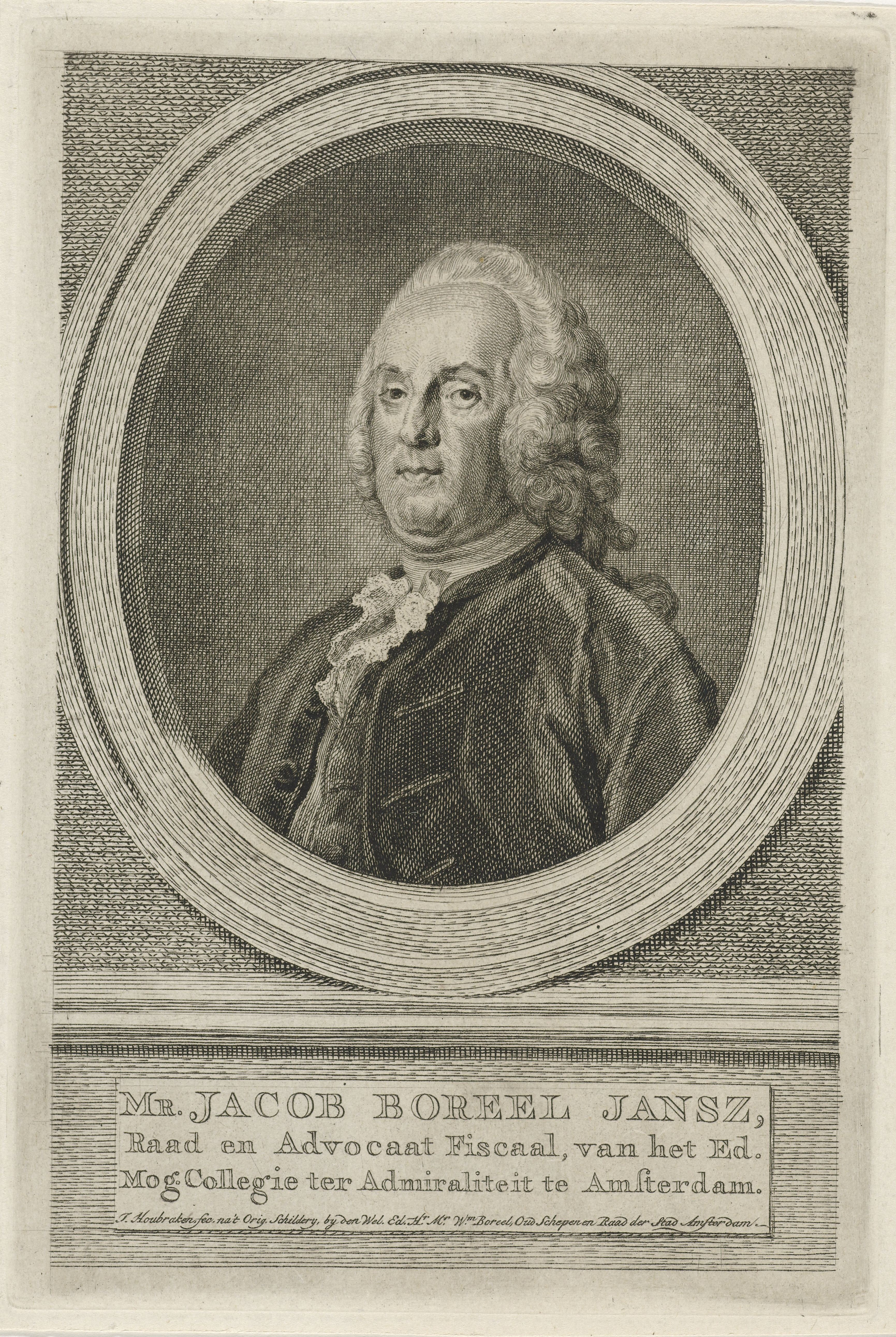
Jacob Boreel Jansz

Jacob Boreel Jansz (Amsterdam, 28 maart 1711 – aldaar, 4 april 1778) was een Nederlands jurist en bestuurder.

## Biografie
Jacob Boreel werd geboren in 1711 als zoon van Jan Jeronimus Boreel en Anna Maria Pels. Hij werd op 1 april 1711 in de Zuiderkerk in Amsterdam gedoopt, met als doopgetuigen zijn grootvader Andries Pels en zijn tante Maria Boreel. Hij trouwde in 1735 met zijn nicht Agneta Margaretha Munter (1717-1761), dochter van Willem Munter en Catharina Pels. Het echtpaar kreeg negen kinderen, waarvan vier de volwassen leeftijd bereikten.
Boreel studeerde rechten in Leiden. Hij was onder meer secretaris (1734) en schepen van Amsterdam (1737), Raad en Advocaat fiscaal der admiraliteit van Amsterdam (1737-1778), meesterknaap van de houtvesterij Gooiland (vanaf 1756), Minister van Staat (1759) en ambassadeur extraordinair naar Engeland (1761 en 1762). Tijdens zijn verblijf in Engeland overleed zijn echtgenote in 1761 in Bath.
In 1742 kocht hij landgoed Beeckestijn onder Velsen. Hij liet het huis vergroten en de tuin opnieuw ontwerpen. Voor de nieuwe aanleg van de tuin liet hij de tuinarchitect Johann Georg Michael uit Duitsland komen. Het landgoed Beeckestijn bleef tot 1952 eigendom van de familie Boreel.
Boreel overleed in 1778. Hij werd begraven in de Oude Kerk in Amsterdam.
- Biografisch Portaal: 05596883
- Gemeinsame Normdatei: 1025007468
- International Standard Name Identifier: 0000 0003 7630 3860
- Virtual International Authority File: 252821036